# Dihidralazin
A dihidralazin (INN: dihydralazine) vérnyomáscsökkentő hatóanyag. Kémiailag a hidrazinok közé tartozik. A Depressan nevű gyógyszer hatóanyaga.
A VIII. Magyar Gyógyszerkönyvben Dihydralazini sulfas hydricus    néven hivatalos.  

## Kapcsolódó lapok
- Hidralazin

## Fordítás
Ez a szócikk részben vagy egészben  a   Dihydralazine című angol Wikipédia-szócikk fordításán alapul.  Az eredeti cikk szerkesztőit annak laptörténete sorolja fel. Ez a jelzés csupán a megfogalmazás eredetét és a szerzői jogokat jelzi, nem szolgál a cikkben szereplő információk forrásmegjelöléseként.